# Tyrone (Nowy Meksyk)
Tyrone – jednostka osadnicza w Stanach Zjednoczonych, w stanie Nowy Meksyk, w hrabstwie Grant.